# 平沢官衙遺跡

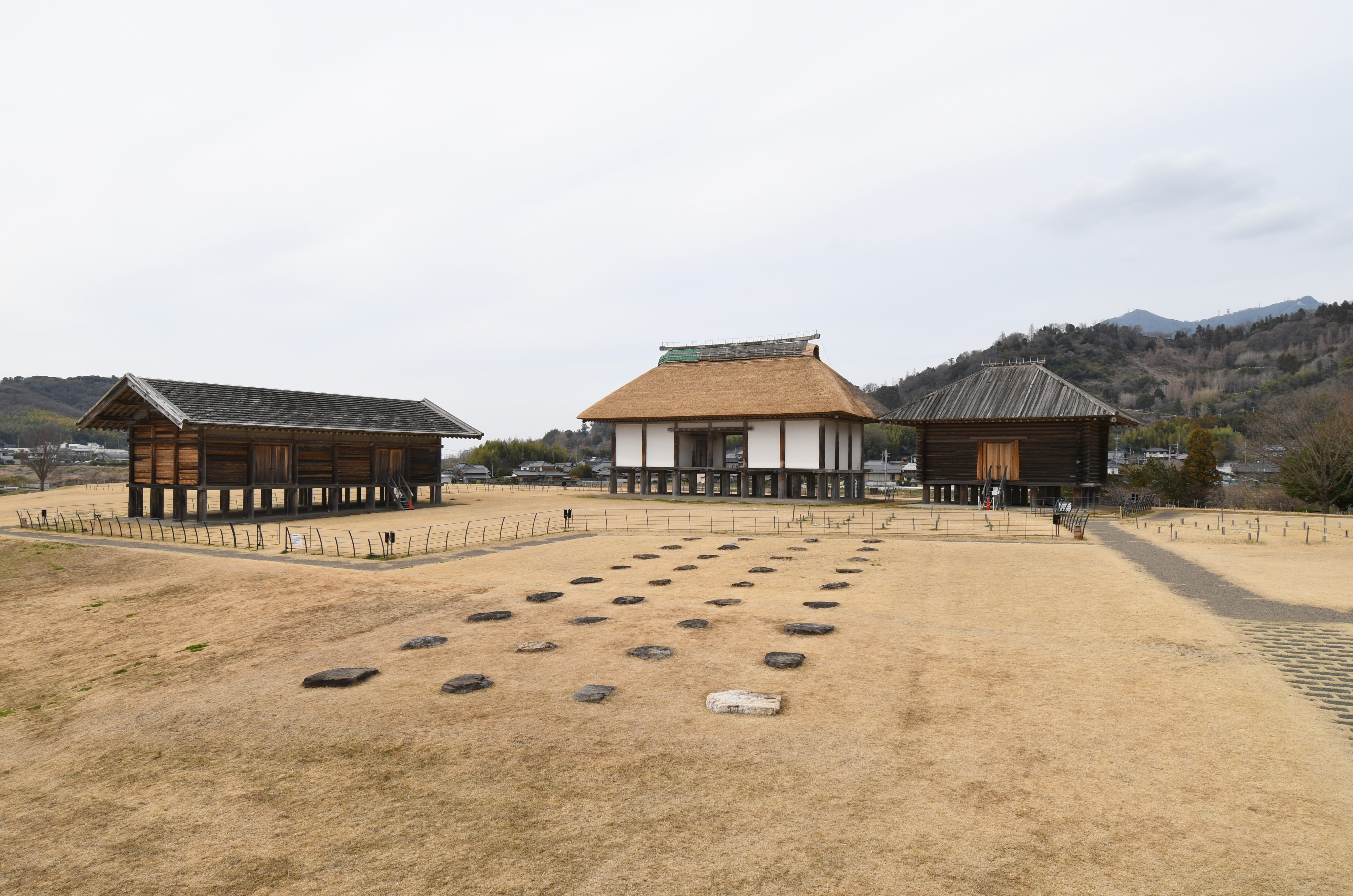
平沢官衙遺跡 概観（右奥に筑波山）

平沢官衙遺跡（ひらさわかんがいせき）は、茨城県つくば市平沢にある古代官衙の遺跡。奈良時代・平安時代の常陸国筑波郡郡衙跡で、国の史跡に指定されている。

## 概要
平沢官衙は、奈良時代から平安時代にかけて造営された常陸国筑波郡の郡衙（役所）の一部で、その重要性から国の史跡となっている。
郡衙には、郡衙政庁（役人が執務する場所）、正倉（租税として集められた稲などの保管倉庫）、館（宿泊・饗応の役割）、厨（食事を作る場所）などの建物があり、平沢官衙跡はこの中の正倉部分と云われている。この遺跡には、掘立柱建物跡が55棟、礎石建物基壇跡4基、大溝跡や柵列跡、竪穴建物跡25軒が発掘されている。
この遺跡にあった建物は、コの字やLの字などの平面配置になっており、それぞれのまとまりごとに順番に増築されていったと考えられている。建物跡には、側柱式建物と総柱式建物があるが、この遺跡の3分の2が総柱式建物になっていた。

## 沿革
- 1975年（昭和50年） - 県営住宅団地造成に先立つ調査により遺跡としての重要性が判明する。
- 1980年（昭和55年） - 保存運動の結果、国の史跡となる。
- 1993年（平成5年） - 翌年にかけて、本格的な調査が行われる。
- 1997年（平成9年） - この年から6年をかけて、一部の施設が往時の姿に復元建築される。
- 2003年（平成15年） - 遺跡が歴史公園として一般に公開される。

## 復元された施設
敷地内には正倉（高床倉庫）などが実物大で復元され、2003年4月に公開された。このほか、建物跡を取囲んで北溝160メートル、西溝110メートルの大きな溝や柵列の跡が復元されているが、これはさらに史跡指定地外へ延びている。毎年11月には「つくば物語」なるオカリナコンサートを中心としたイベントが開催される。

### 高床土壁塗双倉

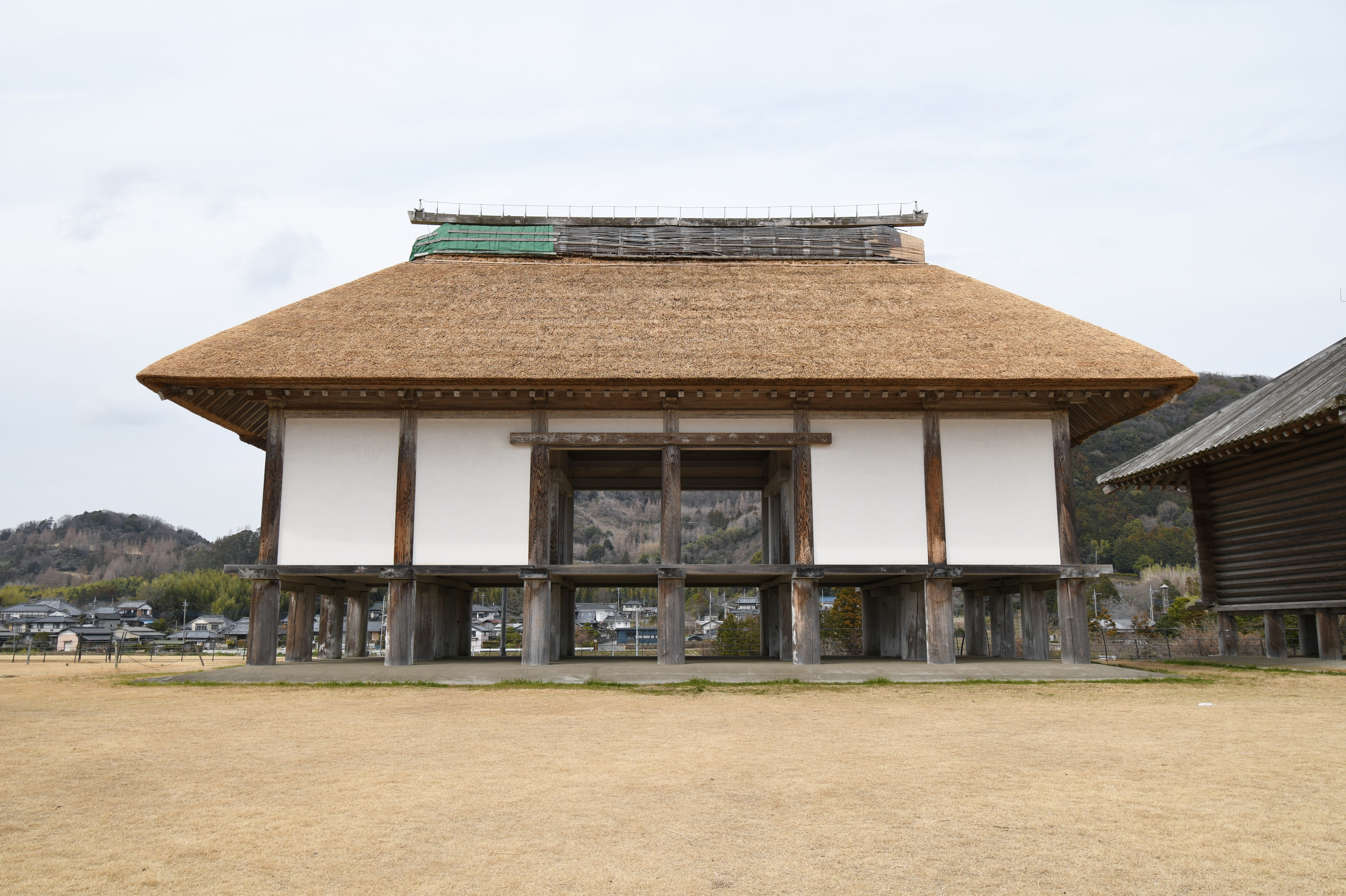
高床土壁塗双倉

史跡のほぼ中央にある最大級の建物の高床土壁塗双倉（ならびくら）は、床面積125m2を超す大型倉庫である。復元に際し、法隆寺網封蔵を参考に土壁と茅葺にされている。
古代の文献により、郡衙において中心的で巨大な正倉は法倉と呼ばれ、土壁構造が多かったと推定される事から、土壁で復元された。現存する古代の土壁の倉として奈良県の法隆寺封蔵を参考にしている。そして、遺跡東南隅の2棟が双倉になる可能性があるため、同蔵と同じ双倉構造にしている。屋根は、本遺跡の瓦出土量が少なく、瓦葺建物は考えにくいことから茅葺になった。

### 高床校倉

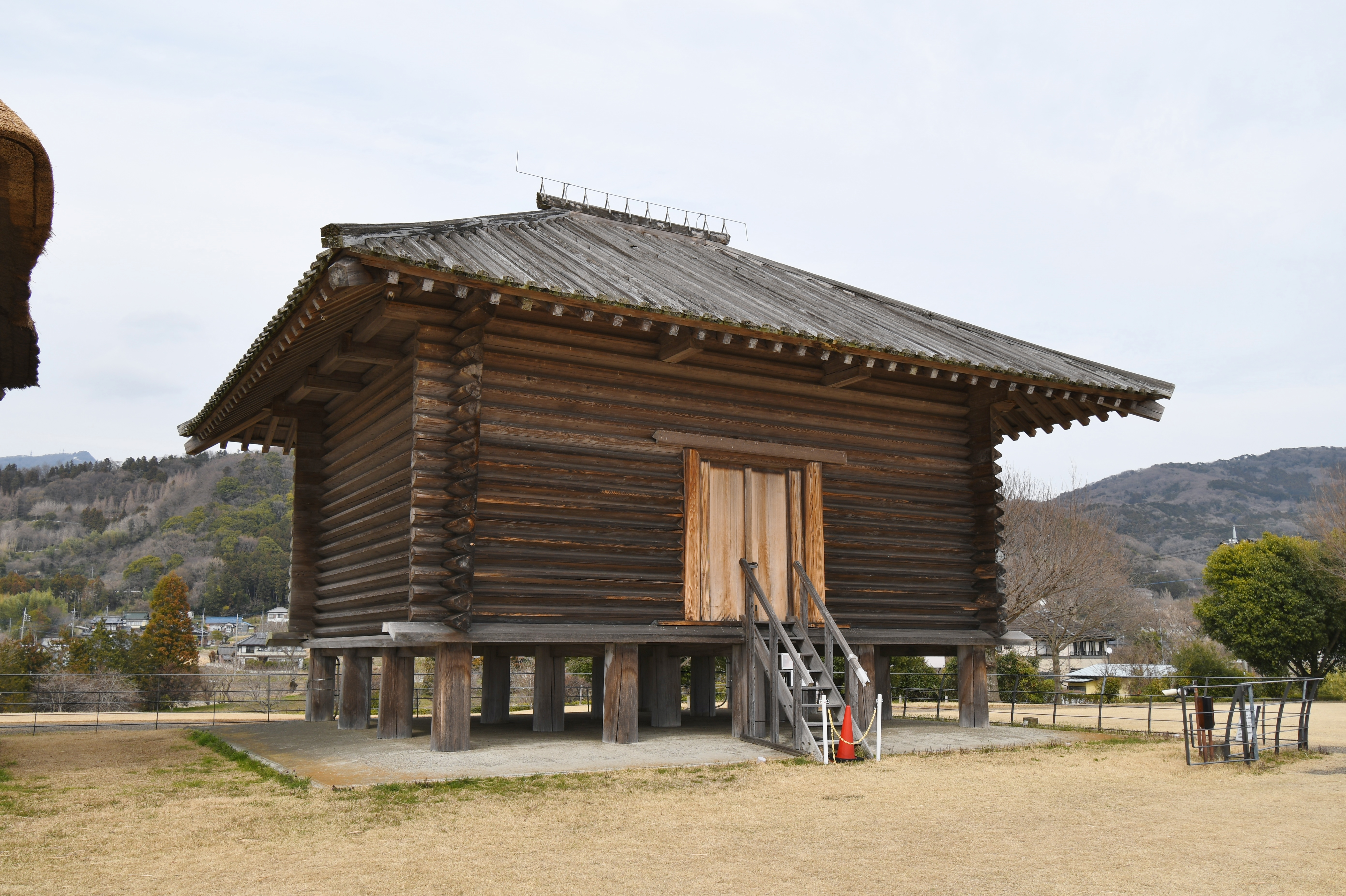
高床校倉

古代の文献により、校木を井桁状に組み上げる校倉は、郡衙正倉では中規模以下の倉におおいことが判明している。また、校倉は柱がないため軒先が下がりやすい。ここでは、外周柱穴列を屋根支柱と推定して、校倉で復元している。屋根は校倉建物におおい寄棟としてある。復元に際しては、東大寺や唐招提寺に現存する奈良時代の校倉を参考にしている。

### 高床板倉

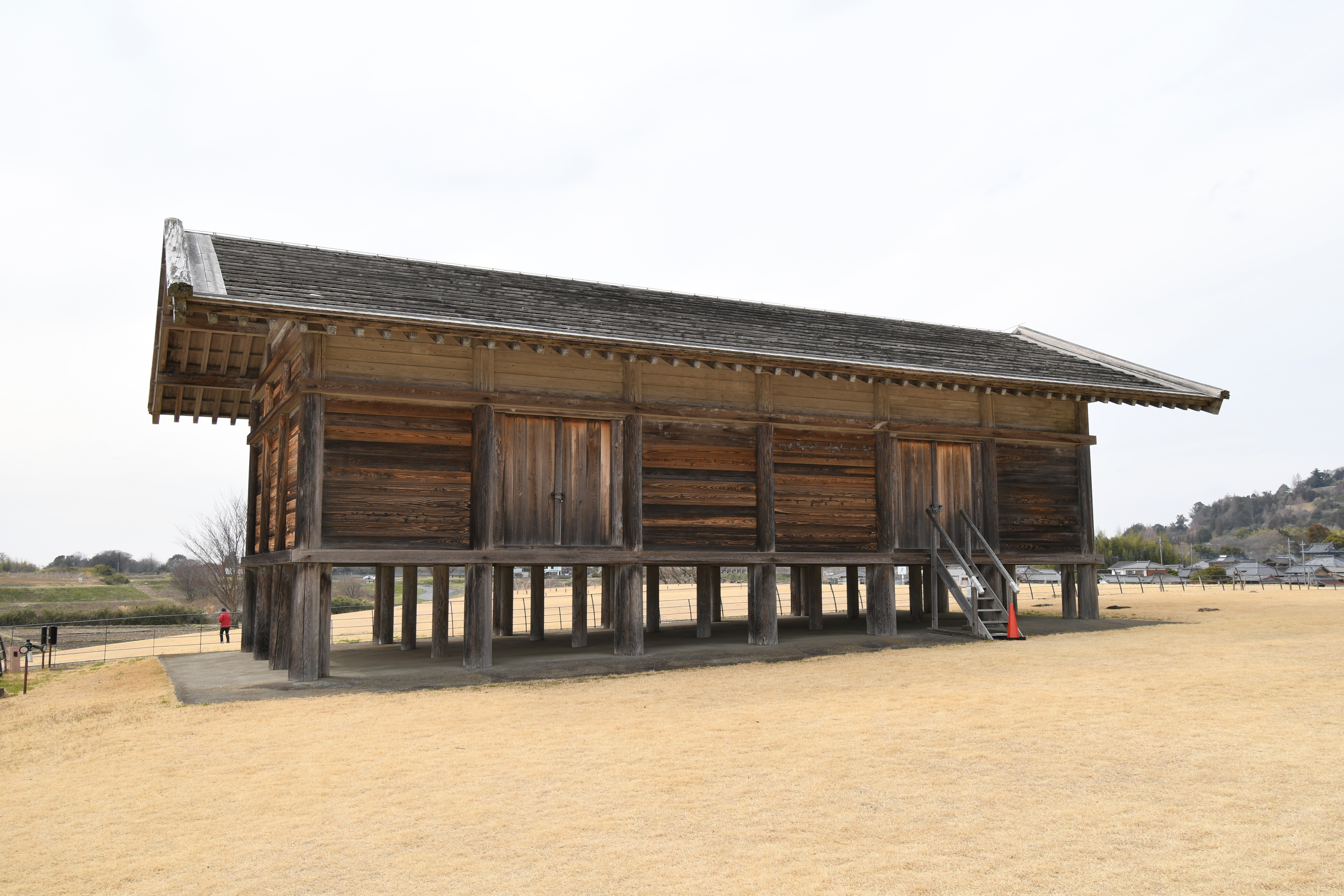
高床板倉

発掘調査で発見される掘立柱建物は、1柱穴1柱がふつうなのだが、本建物では側柱穴に2本の柱痕跡が見つかった。これは、1本は床上まで伸びて桁・梁を支える通し柱、もう1本は床を支える添束（柱）と考えられるため、柱のあいだに板壁を落とし込む板倉で復元された。屋根は軒の出が短い切妻になっている。古代の文献では、郡衙正倉はこの板倉がもっとも多くなっている。

### 大溝跡
遺跡全体を取囲むように大型の溝跡が掘られていた。確認された長さは、西溝110めぬま、北溝150メートルだが、史跡の外側で確認された段差も東溝と推定すると北溝の長さは200メートルを超えている。断面は概ね上幅4メートル、下幅1.8メートル、深さ1.2メートルの逆台形になっている。

## 交通
関東鉄道「大池・平沢官衙入口」またはつくバス「平沢官衙入口」バス停下車。